# Errol Fuller
Errol Fuller (Blackpool, 19 de junho de 1947) é um escritor e artista inglês, autor de uma série de livros sobre extinção e espécies extintas.